# Число в'язкісно-капілярне
Число в'язкісно-капілярне (рос. число вязкостно-капиллярное; англ. viscosity and capillary number; нім. Viskositätskapillarzahl f) — безрозмірне відношення в'язких сил fm і сил поверхневого натягу fs, яке характеризує подібність двофазних систем, а саме:
Nμσ = fm/fs = μw/σ ,
де μ — динамічний коефіцієнт в'язкості, Па×с; w — характерна швидкість, м/с; σ — поверхневий натяг, Н/м.